# Southborough (Kent)
Southborough – miasto w Anglii, w hrabstwie Kent, w dystrykcie Tunbridge Wells. Leży 23 km na południowy zachód od miasta Maidstone i 48 km na południowy wschód od centrum Londynu. W 2001 miasto liczyło 11 124 mieszkańców.